# Vissariotaxis
Vissariotaxis es un género de foraminífero bentónico de la familia Pseudotaxidae, de la superfamilia Tetrataxoidea, del suborden Fusulinina y del orden Fusulinida. Su especie tipo es Monotaxis exilis. Su rango cronoestratigráfico abarca el Namuriense (Carbonífero superior).

## Discusión
Clasificaciones más recientes incluyen Vissariotaxis en el suborden Endothyrina, del orden Endothyrida, de la subclase Fusulinana y de la clase Fusulinata.

## Clasificación
Vissariotaxis incluye a las siguientes especies:
- Vissariotaxis compressa †
- Vissariotaxis cummingsi †
- Vissariotaxis exilis †